# River Hills
River Hills és una població dels Estats Units a l'estat de Wisconsin. Segons el cens del 2000 tenia 1.631 habitants.

## Demografia
Segons el cens del 2000, River Hills tenia 1.631 habitants, 590 habitatges, i 493 famílies. La densitat de població era de 123,7 habitants per km².
Dels 590 habitatges en un 33,4% hi vivien nens de menys de 18 anys, en un 77,8% hi vivien parelles casades, en un 3,7% dones solteres, i en un 16,3% no eren unitats familiars. En el 12,7% dels habitatges hi vivien persones soles el 4,7% de les quals corresponia a persones de 65 anys o més que vivien soles. El nombre mitjà de persones vivint en cada habitatge era de 2,76 i el nombre mitjà de persones que vivien en cada família era de 3,02.
Per edats la població es repartia de la següent manera: un 24,5% tenia menys de 18 anys, un 4,8% entre 18 i 24, un 18,8% entre 25 i 44, un 37% de 45 a 60 i un 14,8% 65 anys o més.
L'edat mediana era de 46 anys. Per cada 100 dones de 18 o més anys hi havia 99,2 homes.
La renda mediana per habitatge era de 161.292 $ i la renda mediana per família de 181.443 $. Els homes tenien una renda mediana de 100.000 $ mentre que les dones 54.167 $. La renda per capita de la població era de 94.479 $. Aproximadament el 0,4% de les famílies i l'1,7% de la població estaven per davall del llindar de pobresa.

## Poblacions més properes
El següent diagrama mostra les poblacions més properes.